# GSM

Logoul GSM, care se plasează pe toate aparatele compatibile

Global System for Mobile Communications (Sistem Global pentru Comunicații Mobile), prescurtat GSM, este standardul de telefonie mobilă (celulară) cel mai răspândit din lume, precum și numele rețelei de telefonie respective. Atributul „mobil” al multor aparate și dispozitive actuale se referă în primul rând la conectivitatea lor (fără fir, prin semnale radio) la sistemul GSM, practic din orice punct de pe glob unde există oameni. Din aceasta rezultă și mobilitatea utilizatorului.
Promotorul acestui standard, GSM Association, a estimat în anul 2007 că 82% din piața mondială de comunicații mobile folosește acest standard.. Mai este cunoscut și sub denumirea de 2G (generația a 2-a). NMT aparține de 1G, iar UMTS și standardele similare aparțin de 3G. GSM 2G a apărut pe piață la începutul anilor 1990, luând un mare avânt la sfârșitul deceniului. Este sistemul dominant în Europa.
La ora actuală (2012) la rețeaua GSM se pot conecta cu ajutorul unei minicartele de tip SIM nu numai telefoanele mobile, aici în special cele de tip smartphone, dar și diverse calculatoare de ex. iPad-uri, alte calculatoare portabile,  modemuri UMTS/LTE înglobate în diverse aparate ș.a.
Prin contrast, există și sisteme de telefonie fără fir care nu se numesc „mobile”, deși și ele funcționează când utilizatorul se deplasează:
- sisteme DECT - pentru distanțe mici de până la cca 30 m, în locuință sau la locul de muncă,
- sisteme bazate pe benzi speciale radio, v. Radio CB,
- sisteme instalate de ex. pe avioane și vapoare care pentru radiotelefonie folosesc sateliți de telecomunicații
- sisteme speciale militare și de poliție.

## Caracteristici tehnice

### Sistem celular

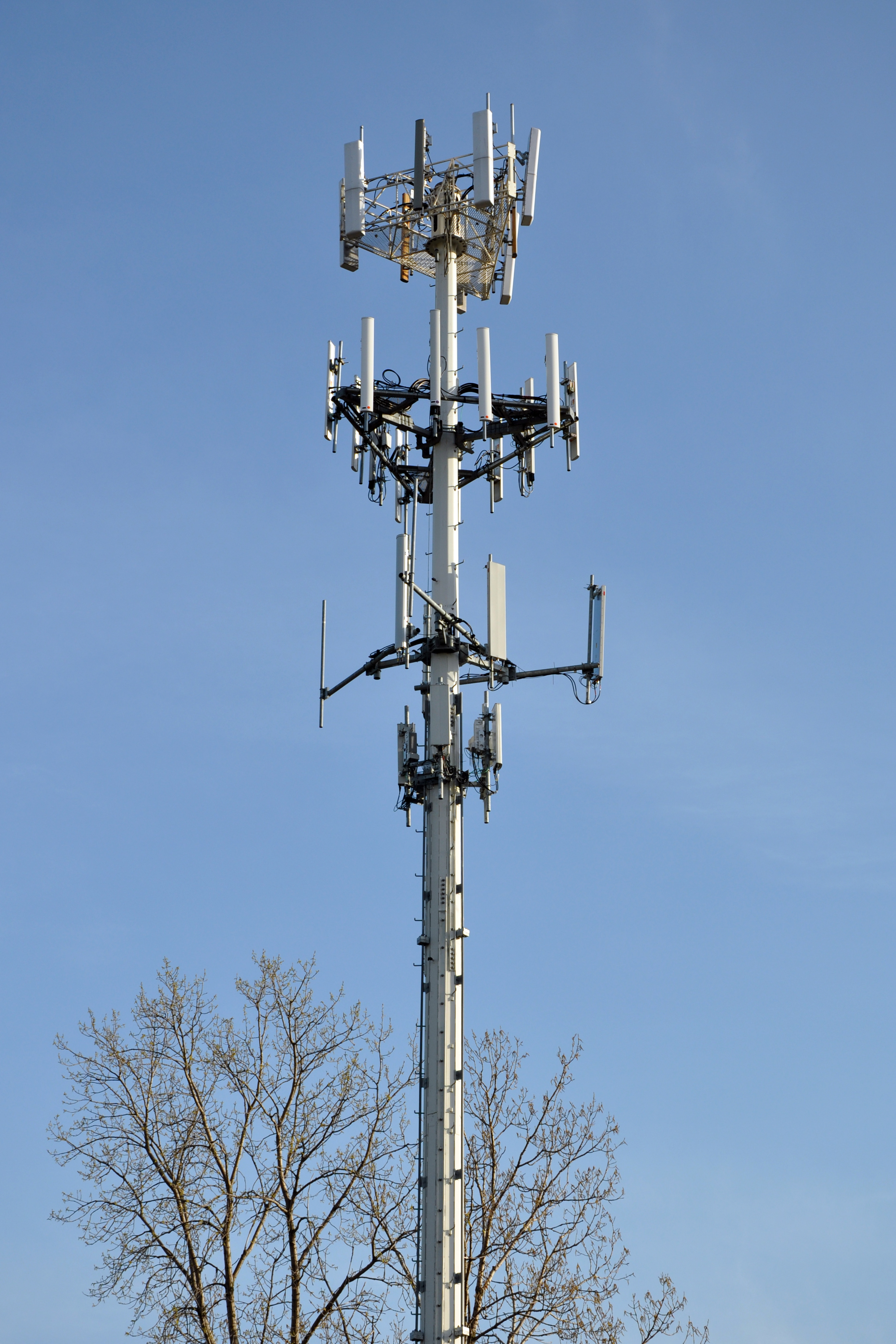
Releu și antene GSM

Sistemul GSM este un sistem numit „celular”. Deoarece telefoanele portabile atașabile la GSM (așa-numitele telefoane mobile sau celulare) trebuie să fie ușoare și trebuie deci și să aibă acumulatori cât mai ușori, ele au și o putere de emisie radio limitată la circa 4 – 6 km. Drept consecință, releele GSM, numite și „stații de bază”, care au antenele în poziții fixe pe stâlpi la sol sau pe clădiri mai înalte, trebuie să fie numeroase, împânzind astfel mari suprafețe, de ordinul unor întregi zone metropolitane și chiar și mai mari, tinzând cu timpul spre acoperirea completă a țărilor.
Zonele globului în care în general rețeaua GSM nu pătrunde sunt:
- mari zone nelocuite, de ex.: deșerturi, munți înalți, zonele polare, lacuri mari, mări și oceane
- zonele subterane (tuneluri, mine, stațiuni de cercetări situate la adâncime) precum și zonele subacvatice și submarine
- spațiul aerian cu altitudine de peste 4 – 6 km (avioanele de pasageri ajung și la înălțimi de 10 – 11 km)
- unele zone și țări subdezvoltate

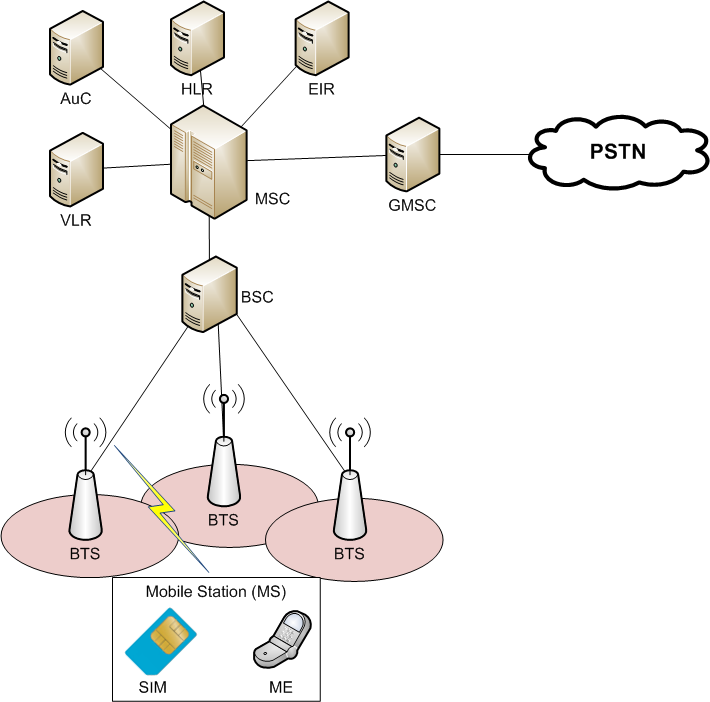
Arhitectura unei rețele GSM

Fiecare releu GSM deservește doar o mică suprafață, mai mult sau mai puțin rotundă și cu diametrul de cca 8 – 10 km, numită „celulă”. Dacă posesorul telefonului mobil se deplasează (de ex. călătorește cu mașina), sistemul îl „pasează” de la un releu la altul, urmărindu-l peste tot unde se află. Dacă la trecerea în altă celulă (teritorială) posesorul tocmai vorbește la telefon, convorbirea sa nu este întreruptă și nici măcar deranjată.

### Caracteristici tehnice principale
- Tehnica de acces multiplu: TDMA de bandă îngustă
- Modulație: GMSK
- Separarea purtătoarelor: 200 KHz
- Numărul de frecvențe duplex: 124
- Numărul de canale per purtătoare: 8 pt. voce codată la rată întreagă și 16 pt. voce codată la rata 1/2
- Banda în downlink (pe sensul de la stația de bază la telefon): 890 - 915 MHz
- Banda în uplink (pe sensul de la telefon la stația de bază): 935 - 960 MHz
- Debitul vocii pe canal cu codare la rată intreagă: 13vkbps
- Debitul vocii pe canal cu codare la rată 1/2: 6,5 kbps

Servicii principale oferite de o rețea GSM:
- Transmisia vocii doar în rețeaua GSM sau cu ieșire în rețeaua fixă
- Transmisie de date cu comutare sincronă sau asincronă de circuite la diferite rate (4800 bps, 9600 bps)
- Servicii suplimentare de redirecționare apeluri
- Servicii suplimentare de refuzare a apelurilor de intrare sau ieșire
- Servicii suplimentare de apel în așteptare
- Servicii suplimentare de identificare sau ascundere a numărului apelantului sau apelatului

### Securitatea transmisiei
Sistemul GSM, bazându-se pe transmisii radio, prezintă în principiu riscul captării ilegale a convorbirilor telefonice. El prevede însă ca semnalul sonor, înainte de a fi transmis, să fie digitalizat și criptat, dispunând astfel de o securitate de transmisie ridicată.

### Benzi de frecvențe
La ora actuală (2012) există pe glob 14 domenii de frecvențe pentru GSM, toate situate în câte una din următoarele benzi: 400 MHz, 700 MHz, 850 MHz, 900 MHz, 1.800 MHz și 1.900 MHz. Unele domenii se folosesc numai pe anumite continente. Frecvențele cu care transmit telefoanele mobile în cadrul unei legături cu releul antenă (legături numite „uplink”) se deosebesc de frecvențele folosite de relee în direcția inversă („downlink”).

## Avantaje
Rețelele mobile celulare GSM oferă o serie de avantaje față de alte soluții tehnice:
- capacitate de transmisie sporită
- consum redus de energie
- acoperire geografică extensivă

- interferențe reduse cu alte semnale
- toleranță la greșeli de transmisie sau defecțiuni
- latență redusă și stabilitate.

## Evoluția GSM
Inițial GSM a fost conceput doar pentru telefonie și transmitere de telefaxuri și alte date la viteză constantă. Succesul Internetului a condus însă și la evoluția standardelor GSM, care azi permit, printre altele, accesul mobil la Internet cu viteze mari. Pentru aceasta, în decursul timpului au fost implementate mai multe standarde GSM, unele dintre ele pentru scopuri speciale: CSD, HSCSD, GPRS, EDGE, UMTS, HSPA, Streaming, Generic Access, Cell Broadcast, BOS-GSM, LTE.

## Clasificarea sistemelor de comunicații mobile
Această clasificare pe generații se aplică doar rețelelor mobile destinate realizării de legături vocale (sistemelor celulare). Pe de altă parte, rețelele mobile de date au cunoscut și ele o evoluție atât în privința soluțiilor tehnice cât și a performanțelor obținute.

### 1G
Prima generație de sisteme RCM, numită 1G, a folosit transmisia analogică a informațiilor. Inițial, astfel de sisteme au utilizat exclusiv transmisia analogică atât pentru mesaje cât și pentru semnalele de control și semnalizare din sistem. În acest scop se utilizau modulații de tip AM, SSB sau FM.
Ulterior s-a trecut la transmisia numerică a semnalelor de control și apel selectiv, cu modulații de tip FSK sau FFSK, menținându-se pentru semnalul vocal transmisia analogică prin modulație de frecvență.

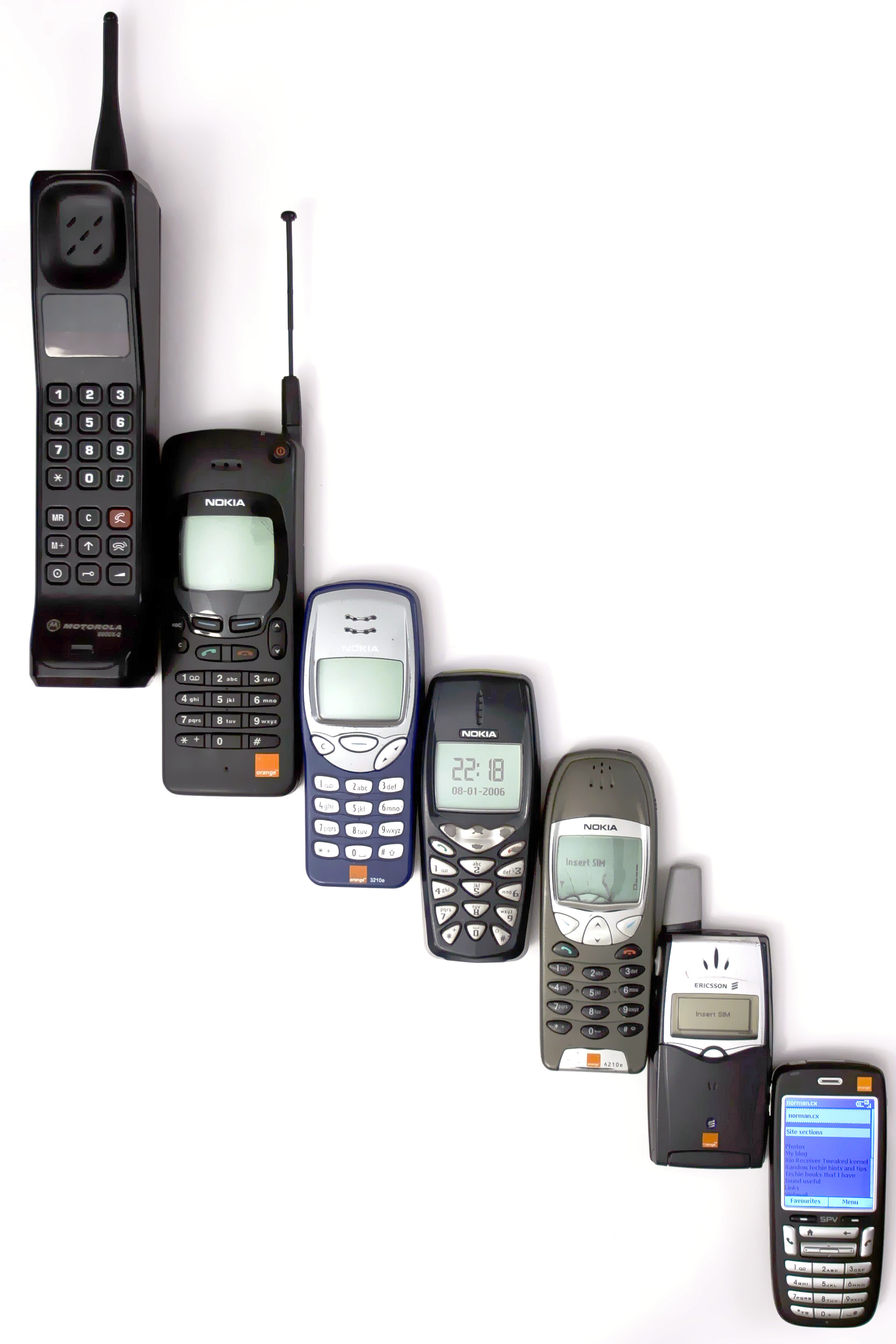

### 2G
Următoarea generație de sisteme RCM, în întregime digitalizată și notată 2G, a fost caracterizată de transmisia numerică a informațiilor de utilizator,integrând mesajele digitalizate cu informațiile de control (comandă) și semnalizare, ceea ce a permis atingerea unor performanțe superioare în raport cu soluțiile folosite anterior și a asigurat compatibilitatea cu rețelele numerice terestre tip ISDN. Rețelele 2G se bazau inițial pe comutația de circuite.
Ulterior, în aceste rețele s-au implementat soluții care să permită creșterea vitezei de transmisie a datelor și utilizarea comutației de pachete de date în paralel cu cea de circuite, născându-se astfel o generație de tranziție, denumită 2,5G.

### 3G
A treia generație, 3G este marcată de o creștere a debitului de transmisie de la valori de ordinul a 10 Kbps la valori cuprinse între 200 Kbps și 2 Mbps. Acest salt presupune o creștere a benzii alocate unui canal precum și trecerea la utilizarea exclusivă a comutației de pachete.

### 4G
A patra generație, 4G este în curs de implementare și prevede viteze de peste 100 Mbps în downlink și peste 30 Mbps în uplink.

### GPRS
În general, în timpul unei convorbiri de la telefonul mobil este stabilită o conexiune continuă (un canal de comunicație) rezervată - în acest timp nimeni altcineva nu poate folosi acel canal. GPRS are efectul că dacă în timpul convorbirii la un moment dat nu se transmit date, canalul e pus la dispoziție pentru alte transmisii, fără însă ca să se piardă conexiunea inițială. În acest fel se mărește disponibilitatea rețelei. Altfel spus, la standardul GPRS conexiunea pentru o convorbire este continuă, permanentă, dar în plus canalul de transmisie pote fi partajat de mai multe persoane (convorbiri). Tarifele GPRS prevăd de obicei plata după volumul de date transferate și nu după durata conexiunii.
GPRS este mult mai rapid decât CSD (Circuit Switched Data, uneori numit doar GSM Data). Cu toate acestea, la orele de vârf transferul de date este ceva mai lent (comparativ cu viteza maximă), deoarece conexiunile de voce au de obicei prioritate. Rata de transfer de date depinde de clasa multislot a dispozitivului.

### EGPRS (EDGE)
EGPRS (Enhanced GPRS, EDGE) utilizează o tehnologie ușor diferită bazată pe așa-numitul 8PSK sau 8-Phase Shift Keying. Cu ajutorul standardului EDGE transferurile GPRS sunt aproximativ de trei ori mai rapide, ușurându-se astfel descărcarea fișierelor mari cum ar fi clipurile video.

### LTE
LTE sau 3GPP Long Term Evolution este un standard pentru comunicații wireless (fără fir), de viteză foarte mare pentru telefoane mobile sau terminale de date. Este o arhitectură bazată pe GSM/EDGE, îmbunătățind capacitatea și viteza prin utilizarea tehnicilor de modulație.
Interfața wireless LTE este incompatibilă cu rețele 2G și 3G, astfel încât aceasta să ruleze, este necesar un alt spectru wireless.Specificațiile includ o rată de downlink de 300 Mbit/s și o rată de uplink de 75 Mbit/s cu un QoS care asigură rata de transfer în mai puțin de 5 ms în rețelele radio. Astfel, datele se transmit cu o calitate excepțională, într-un timp foarte redus. Suportă multicast și stream-uri broadcast.

## Proprietăți
Scalabilitate. 
Sistemul trebuie să poată fi dezvoltat în piețe diferite care au disponibile lățimi de bandă de frecvență diferite, de la 1.4 MHz la 20 MHz.
Latență. 
Latența în C-plane pentru tranzițiile din modul idle în modul conectat trebuie să fie mai puțin de 100 ms, iar întârzierea în U-plane (de la eNB la UE) trebuie să fie mai mică de 10 ms.
Viteză de transfer. 
Viteza maxima de transfer trebuie sa fie de cel putin 300 Mbps pe downlink si 50 Mbps pe uplink. In medie vitezele de transfer trebuie sa fie de 3 sau 4 ori mai mari decat cele oferite HSDPA si de 2 sau 3 ori mai mari decat cele oferite de HSUPA.
Întârziere în cazul Handover-ului Inter-RAT.
Handover-ul pentru serviciile în timp real trebuie să dureze mai puțin de 300 ms, iar pentru celelalte mai puțin de 500 ms.
Acoperire teritorială.
Obiectivele de performanță trebuiesc menținute până la o distanță de 5 Km de statie și cu o ușoară degradare până la 30 Km.
Mobilitate. 
Sistemul trebuie să fie optimizat pentru o viteză relativ mică (<15 km/h), dar trebuie să fie capabil să-și mențină conexiunile active și la viteze de până la 500 km/h.